# Journée mondiale de la société de l'information

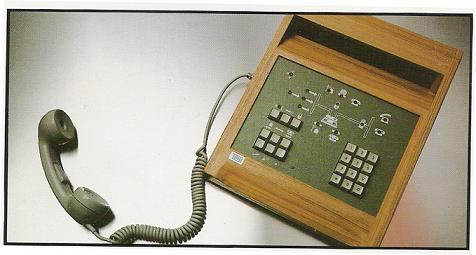
Image d'un Televerkets telefonistapparat A325 d'époque.

La première journée mondiale de la Société de l'information a eu lieu le mercredi 17 mai 2006. 
Cette journée est célébrée tous les ans à la même date qui a été choisie à la suite de l'adoption par l'assemblée générale de l'Organisation des Nations unies du projet de résolution A/RES/60/252 de l'Union internationale des télécommunications lors du Sommet mondial sur la société de l'information à Tunis en 2005.
Comme prévu, la deuxième journée mondiale de la Société de l'information a eu lieu le 17 mai 2007. Cette année, la principale préoccupation était de promouvoir l'accès et l'utilisation des TIC par les jeunes à travers le thème « Connecter les jeunes ». 
En 2008, lancement de l'appel pour une culture du partage  sous le thème : « Ensemble, échangeons le monde ».  Initiation du débat sociétal : « Vers un nouvel écosystème de l'économie de la culture ».
Prendre la mesure de pratiques culturelles numériques fondées sur l'échange, le partage, l'exploration, le remix et la participation du public - pour débattre d'un écosystème de l'économie de la culture. L'accent étant mis sur l'intérêt de promouvoir une culture du partage, édifiée dans le respect des droits choisis par les auteurs. Volet universel de la fête de l'internet française. 
en 2010 Lancement appels aux biens communs et aux dons d'œuvres par les artistes pour la constitution d'un patrimoine universel commun.
En 2013 - Tous Acteurs, le RDV de la Société Civile,  en partenariat avec le programme Tagore, Neruda, Césaire pour un Universel Réconcilié de L'Unesco, invite les médias à relayer les ferments de conscience, solidarité, créativité et les réponses apportées par la société civile, dans leur diversité culturelle, économique, sociale et  Invite les pouvoirs locaux, à développer des médias locaux d’information et d’expression, à partager et croiser les regards culturels pour favoriser un lieu universel de débat. Afin de débattre des sujets sociétaux qui nous concernent tous ! L’avenir de notre planète, La santé, La sécurité alimentaire, l’éthique des médias, l’enjeu éducatif…
En 2014, Rendez-vous de la société civile : sous le thème la société de l'information au service du Vivant avec le programme Tagore, Neruda, Cesaire pour un Universel Réconcilié  et ViaPlaNetVox

## Objectifs
Cette journée contribue à sensibiliser l'opinion aux perspectives qu'ouvre l'utilisation de l'internet et des technologies de l'information et de la communication (TIC) dans les domaines économique et social, ainsi qu'aux façons de réduire la fracture numérique.